# 替莫西林
替莫西林（英语：Temocillin）是由比彻姆集团推出的一种耐β-内酰胺酶的青霉素，由Eumedica制药以商品名Negaban销售。它主要用于治疗多重耐药的革兰氏阴性菌。
它是一种6-甲氧基青霉素；它也是一种羧基青霉素。

## 药理学
替莫西林是一种耐 β-内酰胺酶的青霉素。它对革兰氏阳性菌或具有改变的青霉素结合蛋白的细菌没有活性。
它通常对卡他莫拉氏菌、流产布鲁氏菌、洋葱伯克氏菌、柠檬酸杆菌属的物种、大肠杆菌、流感嗜血杆菌、肺炎克雷伯氏菌、多杀性巴斯德氏菌、奇异变形杆菌、肠沙门氏菌肠亚种和小肠结肠炎耶尔森菌具有活性。它还对一些肠杆菌属的物种、摩氏摩根氏菌和沙雷氏菌属的物种具有活性。但是，替莫西林对不动杆菌属或铜绿假单胞菌没有有用的活性。
它的主要用途是对抗肠杆菌科，特别是对抗产生超广谱β-内酰胺酶或AmpC β-内酰胺酶的菌株。

## 剂量
常规剂量为每12小时静脉注射2克，而高剂量，特别是对于危重病患者，则为每8小时2克。在严重疾病中，有理论依据将替莫西林作为静脉持续输注：首先静脉注射2克的单次剂量，然后24小时内进行4克或6克的输注。根据SPC，以下溶剂在25°C下24小时内的化学和物理稳定性已被证明：注射用水、生理盐水（0.9%氯化钠）、5%葡萄糖、氯化钠复合物（林格氏液）、哈特曼氏液（乳酸钠复合物+林格乳酸液）。特莫西林用于静脉注射时，需在10至20毫升的无菌水中稀释；用于肌肉注射时，在不到2毫升的无菌水中稀释；持续输注为了方便给药而在48毫升的无菌水中稀释（每小时2毫升）。为了减轻疼痛，肌肉注射可以使用1%无菌利多卡因代替无菌水制备。
调整剂量后，肾功能不全的患者可使用替莫西林：
| 肌酸酐清除率 (毫升/分钟) | 每次给药剂量 | 给药间隔 |
| ------------------------ | ------------ | -------- |
| 超过60                   | 2克          | 12小时   |
| 60至30                   | 1克          | 12小时   |
| 30至10                   | 1克          | 24小时   |

在间歇性高通量血液透析的情况下：透析间每24小时期1克（静脉注射），最好在血液透析结束时（1克q24小时，2克q48小时，3克q72小时）。如果门诊患者进行连续腹膜透析：每24小时1克。
没有口服替莫西林制剂获得许可。

## 不良反应
替莫西林的不良反应与任何β-内酰胺类抗生素的不良反应相同。特别是，它与青霉素过敏患者的血管性水肿和过敏反应有关。动物研究未显示其对任何艰难梭菌感染的诱导。与任何其他青霉素一样，如果给予非常高的剂量，可能会发生抽搐。

## 合成

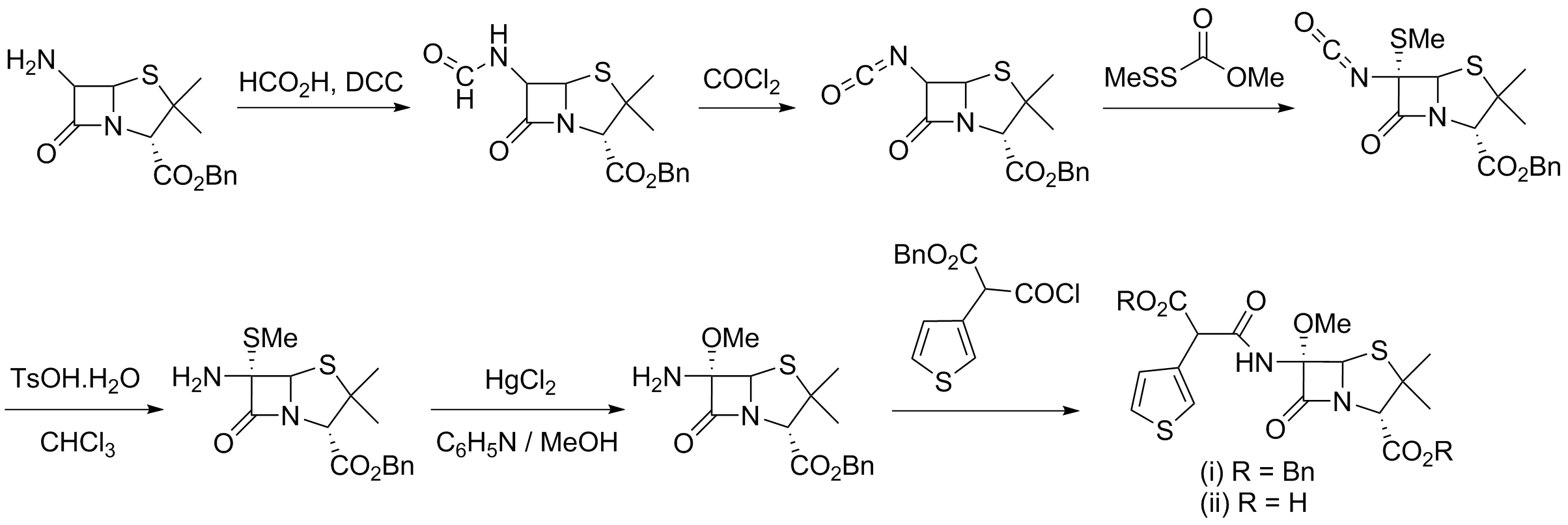
替莫西林的合成

## 延申阅读
- Livermore DM, Tulkens PM. . Journal of Antimicrobial Chemotherapy. February 2009, 63 (2): 243–5. PMID 19095679. doi:10.1093/jac/dkn511 .